# 八股溝
八股溝，又稱粟仔坑溪、八股溪，位於臺灣新竹市香山區。八股溝的上游有二源，東源於茄苳里的柯仔湳；西源於茄苳里的草漯仔；二源於大湖里菜瓜坑附近匯合後，西南流經埤埔、虎尾寮、八股、頂厝、厝仔坑（粟仔坑），經過內湖橋後注入鹽水港溪，全長4.7公里。
上游龍角埤海拔高度30公尺，附近是農田、草原和灌木林，河水乾淨但水生昆蟲和魚的種類不多。中游菜寮坑以下河段，附近有住家和養豬場致水渾濁，水生昆蟲和魚的種類很少，下游內湖里河段，以水泥為河隄、河道筆直，兩岸是平房和工廠，喪失了自然的面貌。與鹽水港溪合流的地方海拔高度2.5公尺，八股溝河床平均比降5.85公尺/1公里。

## 粟仔坑溪水系主要河川
- 粟仔坑溪
  - 苦仔坑溪
  - 吳明西坑溪
  - 阿杉坑